# Muhe goseničarke
Muhe goseničarke (znanstveno ime Tachinidae) so družina dvokrilcev. Že ime teh majhnih muh pove, da njihove ličinke zajedajo gosenice, poleg tega pa zajedajo tudi ličinke listnih os, hroščev, stenic ter drugih členonožcev. Odrasli osebki se hranijo z medičino in predstavljajo pomembne opraševalce rastlin.
Za goseničarke so značilni ščetinasti izrastki na oprsju, na 4. - 6. členu zadka, nekatere vrste pa imajo na zadnjem paru nog ščetine, ki spominjajo na krtačko. Odrasle goseničarke so močno kosmate, dosežejo pa velikost od 5 mm pa vse do 2 cm. Večina samic goseničark svojih jajčec ne odloži neposredno v telo gosenic, temveč jih izležejo na njihovo površino ali na liste rastlin, ki jih gosenice objedajo. Na tak način gosenica poje jajčeca, iz katerih se nato v njenem prebavnem traktu razvijejo mušje ličinke. Sprva se ličinke hranijo z manj pomembnimi notranjimi organi gosenice, v zadnjem stadiju razvoja gostitelja pa se mušja ličinka pregrize iz bube, jo ob tem ubije, nato pa se sama zabubi v zemlji. Zadnji stadij mušje ličinke traja med 15 in 20 dni, večina vrst pa kot buba prezimi. Spomladi se izležejo odrasle muhe, ki nadaljujejo življenjski cikel.
Večina vrst goseničark zajeda različne gostitelje, nekatere vrste pa so specializirane le na točno določeno vrsto gostitelja. Ker napadajo kmetijske škodljivce, veljajo v splošnem za koristne organizme; več vrst uporabljajo za biološki nadzor škodljivcev. Po drugi strani so nekatere vrste so sami škodljivci, ker zajedajo na gojenih žuželkah (npr. sviloprejkah). Živijo po vsem svetu in mnogo vrst je razširjenih tudi v Sloveniji.